# 続・バブルと寝た女たち
『続・バブルと寝た女たち』（ぞく・バブルとねたおんなたち）は、1999年12月3日に徳間ジャパンコミュニケーションズから発売されたオリジナルビデオ作品。谷口正行監督、甲賀瑞穂、峰岸徹主演。82分。

## 作品概要
1990年代の東京で、バブル経済の好況とその崩壊に翻弄された人々の愛憎劇を描く。
家田荘子原作による第1弾『バブルと寝た女たち』（1998年、新村良二監督、立河宜子主演）、第2弾『新・バブルと寝た女たち』（1999年、服部光則監督、小松みゆき主演）に続く、シリーズ第3弾である。なお、後に第4弾となる『ITバブルと寝た女たち』（2007年、佐藤太監督、三津谷葉子主演）が制作されている。

## ストーリー
スナックのママ（白川和子）の娘、乾美幸（甲賀瑞穂）は生真面目な看護師として日々を送っていた。ある日、母の知人であり、飛ぶ鳥を落とす勢いの不動産会社社長（峰岸徹）がスナックを訪れ、そこで美幸に一目惚れする。妻と別れて美幸と結婚し、二人の人生は順風満帆に見えたが、やがてバブルがはじける。

## スタッフ
- 監督：谷口正行
- 製作：米山紳、千葉善紀
- 原作：家田荘子
- 脚本：山上梨香（『バブルと寝た女たち』でも脚本）
- 撮影：三浦孝夫
- 音楽：義野裕明
- エンディングテーマ：sarah「存在」（Zeebra Zone）

## キャスト
- 乾美幸：甲賀瑞穂

看護師として勤務。同僚医師と付き合っていたが、ある日、母の店を訪ねてきた南雲に誘われる。最初は警戒していたが...。
- 南雲：峰岸徹

妻の実家の経済力を背景に、不動産会社を経営、成功している。多くの女性と関係をもってきたが、美幸に対しては真剣だった。悪役的イメージの強いそれまでの峰岸の役回りと比べると正反対であり、見た人の多くが違和感を持ったと言われる。なお峰岸は『新・バブルと寝た女たち』にも出演した。
- 美幸の母：白川和子

南雲とは古いつきあい。娘と南雲の、親子以上に歳の離れた結婚にも躊躇しないが、実は娘思い。
- 南雲の新しい愛人：かとうあつき

美幸と結婚した南雲に近づくクラブのホステス。ブランド好き。なお、かとうは『バブルと寝た女たち』にも出演した。
- 南雲の前妻：

最初は美幸を単なる愛人と思い気にも留めてなかった、南雲から離婚を申し入れられる。やがて経営に失敗した南雲を解任する。